# Molophilus (Eumolophilus) thaumastopodus
Molophilus (Eumolophilus) thaumastopodus is een tweevleugelige uit de familie steltmuggen (Limoniidae). De soort komt voor in het Neotropisch gebied.